# Алекперов, Сахиб Нуреддин оглы
Сахиб Нуреддин оглы Алекперов  (азерб. Sahib Nurəddin oğlu Ələkbərov; род. 10 января 1952, Самухский район)- заместитель министра экономики Азербайджанской Республики (с 2020 года), советник государственной налоговой службы 3-го класса.

## Биография
Сахиб Нуреддин оглы Алекперов родился 10 января 1952 года в районе Самух.
В 1972 году он окончил Азербайджанский нефтяной и химический институт (ныне Азербайджанская государственная нефтяная академия), а в 1984 году — Московскую академию общественных наук.
После завершения службы в армии, с 1974 года работал инженером на железнодорожном узле Баладжары, с 1975 года по 1996 год — в комсомольских и партийных органах, а с 1996 по 2005 год — на различных должностях в частном секторе. Он был депутатом Верховного Совета Азербайджанской ССР двух созывов, председателем комиссии.
С 2005 по 2009 год был главой исполнительной власти Сабаильского района города Баку, а с июня 2009 года — заместителем председателя Государственного статистического комитета Азербайджанской Республики.
Указом Президента Азербайджанской Республики от 2 июля 2010 года он был назначен заместителем министра налогов Азербайджанской Республики.
С апреля 2020 года он занимает должность заместителя министра экономики
Он женат, имеет троих детей. Является отцом Анара Алекберова, директора Центра Гейдара Алиева и помощника первого вице-президента Азербайджана.

## Награды
- 11 февраля 2020 года — Орден «За службу Отечеству» III степени — в связи с днем профессионального праздника работников налоговой службы[3][4].
- 10 января 2022 года — Орден «Слава» — за плодотворную деятельность на государственной службе в Азербайджанской Республике[5][6].